# Fraccionamiento Dos Arroyos
Fraccionamiento Dos Arroyos är en ort i Mexiko.   Den ligger i kommunen Tantoyuca och delstaten Veracruz, i den sydöstra delen av landet, 240 km norr om huvudstaden Mexico City. Fraccionamiento Dos Arroyos ligger 142 meter över havet och antalet invånare är 281.
Terrängen runt Fraccionamiento Dos Arroyos är huvudsakligen platt, men söderut är den kuperad. Runt Fraccionamiento Dos Arroyos är det ganska tätbefolkat, med 72 invånare per kvadratkilometer. Närmaste större samhälle är Tantoyuca, 3,0 km söder om Fraccionamiento Dos Arroyos. Trakten runt Fraccionamiento Dos Arroyos består till största delen av jordbruksmark.